# Manish Dayal

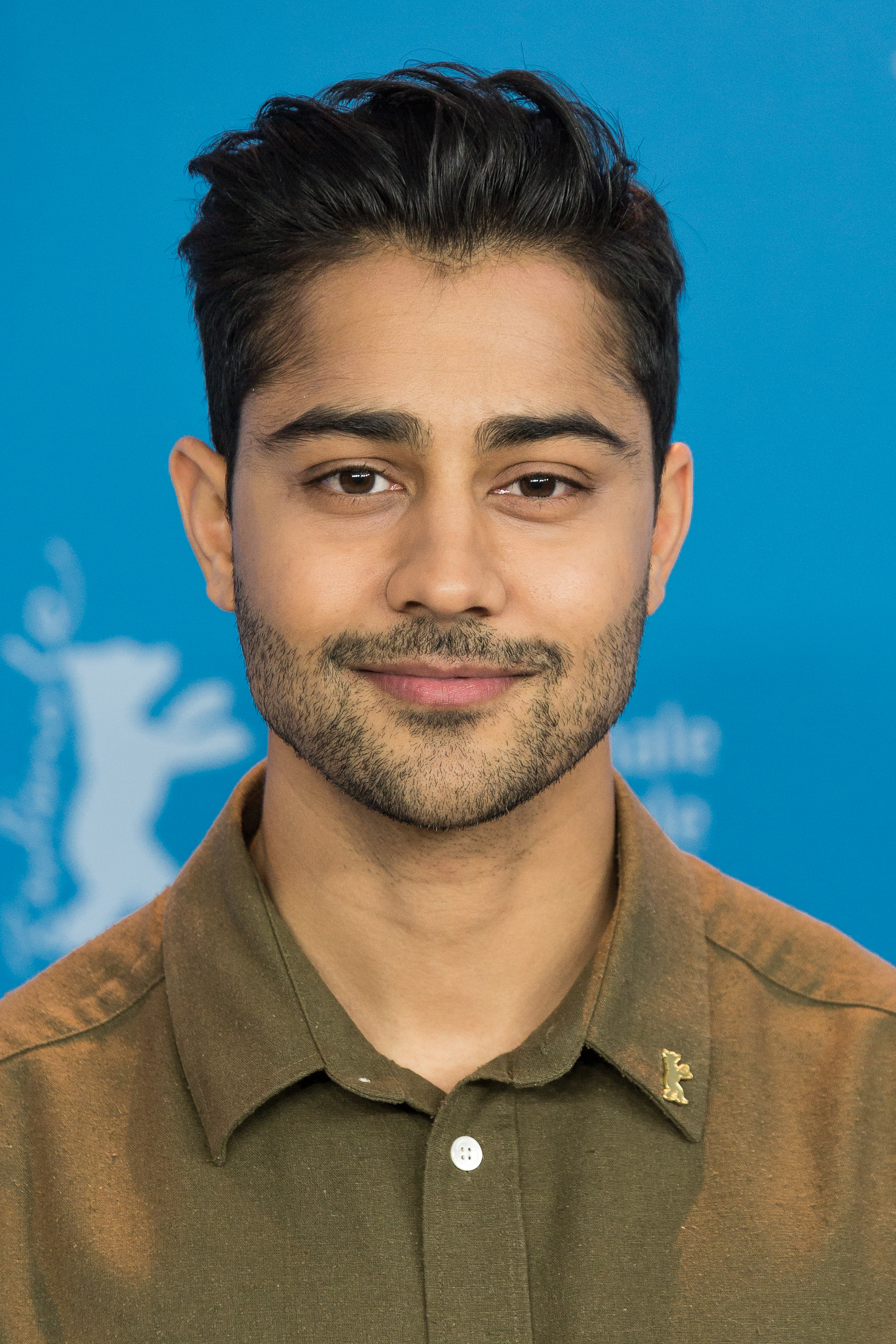
Manish Dayal auf der Berlinale 2017

Manish Dayal (* 17. Juni 1983 in Orangeburg, South Carolina als Manish Sudhir Patel) ist ein US-amerikanischer Schauspieler.

## Leben
Manish Dayal wurde als drittes von vier Kindern in einer indischen Gujarati-Familie geboren. Er besuchte die George Washington University. Nach seinem Abschluss zog er nach New York City, um seinen Traum von der Schauspielerei zu verwirklichen. Dayal begann seine Karriere mit Werbespots. Im Jahr 2008 spielte er eine Hauptrolle in der Off-Broadwayshow Rafta Rafta. 2010 übernahm er eine Nebenrolle im Fantasy-Abenteuerfilm Duell der Magier. 
Seit 2010 tritt Dayal in Gast- und Nebenrollen in Fernsehserien wie CSI: Den Tätern auf der Spur, Criminal Intent – Verbrechen im Visier, Good Wife und Switched at Birth auf. Um die Rolle des an Leukämie erkrankten Raj Kher in der Jugendserie 90210 annehmen zu können, zog er nach Los Angeles. Durch diese Rolle, die er in der dritten und vierten Staffel in 14 Folgen darstellte, erlangte er größere Bekanntheit.
Seit 2018 spielt er in der Serie Atlanta Medical den Assistenzarzt Devon Pravesh.
Manish Dayal ist verheiratet und hat zwei Söhne.

## Filmografie (Auswahl)
- 2006: Break the Addiction: An Inconvenient Truth
- 2008: 4th and Forever
- 2010: CSI: Vegas (CSI: Crime Scene Investigation, Fernsehserie, Folge 10x13)
- 2010: Duell der Magier (The Sorcerer’s Apprentice)
- 2010: Rubicon (Fernsehserie, 3 Folgen)
- 2011: Criminal Intent – Verbrechen im Visier (Law & Order: Criminal Intent, Fernsehserie, Folge 10x08)
- 2011–2012: 90210 (Fernsehserie, 14 Folgen)
- 2012: Good Wife (The Good Wife, Fernsehserie, Folge 3x15)
- 2012: Switched at Birth (Fernsehserie, 4 Folgen)
- 2012: White Frog … Kraft unserer Liebe (White Frog)
- 2014: Law & Order: Special Victims Unit (Fernsehserie, Folge 15x18)
- 2014: Madame Mallory und der Duft von Curry (The Hundred Foot Journey)
- 2017: Der Stern von Indien (Viceroy’s House)
- 2018–2023: Atlanta Medical (The Resident, Fernsehserie, 107 Folgen)
- 2019–2021: Fast & Furious Spy Racers (Fernsehserie)
- 2020: Holidate
- 2022: Rise
- 2024: The Walking Dead: Daryl Dixon (Fernsehserie, 4 Folgen)